# Voleibol en Argentina
El voleibol en Argentina es uno de los deportes más populares, contando con tres ligas profesionales con equipos de varias provincias del país. Las ligas profesionales son la Liga A1 de Volley Argentino, Liga A2 de Volley Argentino y la Liga Femenina de Volley Argentino.
La Selección femenina, conocida como Las panteras, ha logrado actuaciones destacables como la obtención de la medalla de bronce en los Juegos Panamericanos de 2019. 
La Selección masculina obtuvo un tercer puesto en el Campeonato Mundial, dos medallas de bronce en los Juegos Olímpicos, un quinto puesto en la Liga Mundial de Voleibol y tres medallas de oro en los Juegos Panamericanos obtenidas en 1995, 2015 y 2019.

## Historia
Este deporte fue introducido en Argentina en 1912 por la Asociación Cristiana de Jóvenes. En 1932 se fundó la Federación del Voleibol Argentino, conjuntamente con la de pelota al cesto. Al año siguiente, se organiza el primer campeonato nacional de primera división, consagrándose en categoría damas el INEFA y en caballeros, la YMCA (Asociación Cristiana de Jóvenes).
La publicación del primer reglamento oficial se produjo en 1936, aprobándose luego el de pases y clasificación de jugadores. En 1939, se reglamentó tamaño y peso de los balones, en 1941 la Federación ingresó en la Confederación Argentina de Deportes y al Comité Olímpico Argentino. Al año siguiente, se resolvió que el voleibol y la pelota al cesto marcharan por caminos independientes.
La Selección de voleibol de Argentina masculina de mayores participó por primera vez en una competencia oficial internacional en 1951, en el Campeonato Sudamericano de Voleibol en Río de Janeiro, Brasil, alcanzando el cuarto puesto. También en dicha ciudad tuvo lugar, en 1960, la primera participación en un Campeonato Mundial de Voleibol, ocupando el decimoquinto puesto.
En el Campeonato Mundial de Voleibol masculino, Argentina fue la sede de la edición disputada en 1982 en la que realizó una de las mejores campañas de su historia, quedándose con el tercer puesto. Argentina volvió a organizar el Campeonato Mundial de Voleibol Masculino de 2002, oportunidad en que finalizó sexta.
En los Juegos Olímpicos, la selección masculina obtuvo la medalla de bronce en Seúl 1988, alcanzó el 4º puesto en Sídney 2000 y volvió a obtener la medalla de bronce en los Juegos Olímpicos de Tokio 2020. 
Desde su creación en 1990, Argentina fue invitada a participar por la FIVB en 11 de las 20 ediciones de la Liga Mundial de Voleibol disputadas hasta 2009 inclusive, torneo que reúne a las dieciséis mejores selecciones del mundo. En 1999, Argentina organizó la ronda final (los 6 mejores), que se jugó en Mar del Plata, por esta razón participó de la misma, quedando en sexto lugar. En 2009, clasificó por primera vez para disputar la ronda final de la Liga Mundial de Voleibol, tras vencer a Francia, allí la selección perdió los tres encuentros que disputó contra Serbia, Cuba y Brasil pero los sets ganados le permitieron finalizar en la 5ª posición, la mejor colocación de la historia en la Liga. En la Liga Mundial de 2011 finalizó en el 4° puesto.

## Juegos Olímpicos
Luego del título del Torneo Preolímpico de Brasil 1987, el 18 de septiembre de 1988, la Selección masculina dirigida por Luis Muchaga debutó en los Juegos Olímpicos de Seúl 1988, donde obtuvo la medalla de bronce.
Era una época en el que el vóley existía una clara dominación de Estados Unidos y la Unión Soviética, primero y segundo en esa competencia. Argentina jugó en el grupo B, donde le ganó sucesivamente a Túnez, Japón y Países Bajos y en el que perdió con Estados Unidos y Francia.
En las semifinales, la derrota lógica frente a la Unión Soviética desembocó en la lucha por el bronce frente a Brasil. Allí, la Selección ganó 3-2, victoria que se repetiría en Atlanta 96 y Sídney 2000. 
En Sídney 2000, estuvo muy cerca de alcanzar nuevamente la medalla de bronce pero finalmente culminó en el 4º puesto.
En los Juegos Olímpicos de Atenas 2004, la Selección masculina logró el quinto puesto, posición que obtendría cuatro años después, en los Juegos Olímpicos de Londres 2012 y nuevamente en los Juegos Olímpicos de Río de Janeiro 2016.
Luego de 33 años, la Selección nacional masculina volvió a obtener la medalla de bronce en los Juegos Olímpicos de Tokio 2020. A lo largo del torneo, la Selección integró el grupo B donde debió enfrentar a las selecciones de Rusia, Brasil, Francia, Estados Unidos y Túnez, de esta manera, el equipo nacional inició con una derrota ante los rusos por 1-3, luego perdió con Brasil 2-3 y obtuvo tres triunfos frente a Francia 3-2, Túnez 3-2 y Estados Unidos 3-0, finalizando de este modo la fase de grupos y obteniendo la clasificación a los cuartos de final en la tercera posición del grupo B. En cuartos de final debió enfrentar a Italia obteniendo un triunfo 3-2, lo que les permitió acceder a las semifinales donde nuevamente se enfrentaron a Francia con quienes esta vez cayeron 3-0. En el partido final por la medalla de bronce, lograron vencer a Brasil 3-2.

## Jugadores destacados
- Daniel Castellani
- Hugo Conte
- Marcos Milinkovic
- Santiago Orduna
- Juan Pablo Alanis
- Mariano Baracetti
- Daniel Colla
- Martín Conde
- Santiago Darraidou
- Esteban de Palma
- Alejandro Diz
- Jorge Elgueta
- Waldo Kantor
- Eduardo Esteban Martínez
- Raúl Quiroga
- Alejandro Spajić
- Jon Emili Uriarte
- Carlos Javier Weber
- Claudio Zulianello